# Vielle-Tursan
Vielle-Tursan är en kommun i departementet Landes i regionen Nouvelle-Aquitaine i sydvästra Frankrike. Kommunen ligger i kantonen Aire-sur-l'Adour som tillhör arrondissementet Mont-de-Marsan. År 2022 hade Vielle-Tursan 283 invånare.

## Befolkningsutveckling
Antalet invånare i kommunen Vielle-Tursan
Referens:INSEE